# 土居裕子
土居 裕子（どい ゆうこ、1958年11月27日 - ）は、日本の女優、歌手、声優。プランニング・クレア所属。
愛媛県宇和島市出身。東京藝術大学音楽学部声楽科（ソプラノ専攻）卒業。夫はフジテレビプロデューサーの和田行。

## 来歴・人物
3人姉妹の三女として愛媛県宇和島市に生まれる。海運会社に勤めていた父の転勤により、約13年間を大分県別府市で過ごし、中学2年のとき再び宇和島市へ戻る。
1974年、宇和島市立城南中学校を卒業。大学受験に向けて同校の音楽教師であった神崎克彦に師事。
1977年、愛媛県立宇和島東高等学校を卒業し一旦は音大へ進んだものの、その翌年（1978年）東京藝術大学に合格。
1982年、同大学音楽学部声楽科を卒業。劇団四季研究所へ20期生として入所し、10か月間在籍した後、1983年退所。
この頃、NHK教育テレビ『おかあさんといっしょ』のうたのおねえさんのオーディションに合格していたものの、事情によりこれを務めることができなくなり、その際、同番組の構成台本を担当していた横山由和より「いつかいっしょにミュージカルやろうよ！」と誘いを受ける。その後、NHKでアルバイト中にスカウトされ、1984年、NHK教育テレビの幼児向け番組『なかよしリズム』に出演。1988年の番組終了までの4年間、歌のお姉さん「Uちゃん」役を務めた。
同番組の終了が迫った頃、NHKの食堂にて横山由和より改めて誘いを受け、1988年、ミュージカル劇団「音楽座」へ入団。1996年の劇団解散まで8年間在籍した。
2009年4月より昭和音楽大学音楽学部音楽芸術運営学科ミュージカルコースの講師に就任。科目はヴォーカルを担当している。
現在は上記の他、舞台を中心にTV、吹き替え、コンサート活動など、幅広く活躍している。
補足、エピソード
- 高校入学後、家族が再び別府市へ転居したため、一人暮らしをしていた。
- 神崎克彦著『であい』（2002年、文芸社）、『ソプラニスタ奇蹟の歌声 岡本知高とその世界』（2005年、日本文芸社）で学生時代の土居が紹介されている。岡本は大学受験の準備で神崎のレッスンを受けていたが、学生時代から土居の大ファンで、後日共演を果たした。
- 夫の和田行は、土居が主演しフジテレビが主催／企画製作に携わった音楽座ミュージカル『シャボン玉とんだ宇宙までとんだ』の公演で、アシスタントプロデューサーを務めていた。
- 2001年よりミニチュア・シュナウザー（犬）を飼っている。名前は「坊（ぼう）」で、由来は映画『千と千尋の神隠し』に登場する「坊」。
- 2008年3月、日本人宇宙飛行士・土井隆雄が搭乗するスペースシャトル「エンデバー」（STS-123）の搭乗15日目のウェイクアップコールに、土居が歌う唱歌「ふるさと」（CDアルバム『日本の心をうたう。』に収録）が使われた。この選曲は、土井夫人によるもの。
- 劇団四季の看板女優だった濱田めぐみは四季入団前、土居に憧れて音楽座に在籍していた。

## 出演

### 舞台

#### 演劇、ミュージカル
- ファンタスティックス（1986年・1987年・1988年） - ルイザ 役
- のはらうた（1988年、うたよみ座）
- シャボン玉とんだ宇宙までとんだ（1988年・1989年・1990年・1991年・1993年、音楽座） - 折口佳代 役
- 夢見る乙女（1988年、劇団NLT）
- ルート・ラブ（1998年、音楽座） - ジュリアン 役
- カム・ブロー・ユア・ホーン（1989年）
- マイ・ファット・フレンド（1989年・1992年、加藤健一事務所） - ヴィッキー 役
- ホフマン物語（1989年） - 自動人形オランピア 役
- チェンジ（1990年・1992年、音楽座） - 中田今日子 役
- マドモアゼル・モーツァルト（1991年・1992年・1993年・1996年、音楽座） - エリーザ / モーツァルト 役（初演のみ音楽教師 役との2役）
- アイ・ラブ・坊っちゃん（1992年 - 1993年・1995年、音楽座） - 鏡子 役 / 登世 役（2役）
- リトルプリンス（1993年・1995年・1998年・2022年[4]、音楽座） - 王子 役
- ホーム（1994年、音楽座） - 坂本いずみ 役
- 絆1995秋/絆1996年秋（1995年・1996年） - 杉浦みき 役
- ザ・フォーリナー（1997年、加藤健一事務所） - キャサリン 役
- 青空〜川畑文子物語〜（1997年・1999年・2001年） - 川畑文子 役
- SHE LOVES ME（1997年、東宝） - イローナ・リター 役
- 花よりタンゴ（1997年、こまつ座） - 月岡桃子 役
- ブッダ（1998年、新国立劇場） - ヤショダラ 役
- 34丁目の奇跡〜Here's Love〜（1998年・1999年） - ドリス＝ウォーカー 役
- ビギン・ザ・ビギン（2000年、東宝） - 日向佐知子 役
- きみはいいひと、チャーリーブラウン（2000年） - ルーシー 役
- 國語元年（2002年・2005年、こまつ座） - 南郷光 役
- ジェイプス（2002年、ひょうご舞台芸術） - アニータ 役 / ウェンディ 役（2役）
- レディ・ゾロ（2003年、松竹） - ジェシカ 役
- 紙屋町さくらホテル（2003年・2006年、こまつ座） - 神宮淳子 役
- ひめゆり（2004年・2005年、ミュージカル座） - 上原婦長 役
- タン・ビエットの唄（2004年・2008年・2010年、TSミュージカルファンデーション） - ティエン 役 / タオ 役（2役）
- ピッピ（2004年） - プリセリウス 役
- ベルリン・トゥ・ブロードウェイ（2005年）
- 女相続人（2006年） - キャサリン役
- マリー・アントワネット（2006年 - 2007年、東宝） - アニエス・デュシャン 役
- 眠れぬ夜のストレイトドックエレジー〜蘇州夜曲〜（2007年、水木英昭プロデュース） - 郷田亜矢子 役
- 異人の唄〜アンティゴネ〜（2007年） - 淀江アン / アンティゴネ 役
- ぼんち（2008年、ココロ・コーポレーション） - 幾子 役
- 王様とおばさん〜Japanese Lady in Hawaii〜（2008年、東宝） - 小野雅代 役
- 眠れぬ夜のホンキートンクブルース完結編〜ホスト参上〜（2008年、水木英昭プロデュース） - 七海 役
- 艶は匂へど…（2008年） - 紫上 役
- この森で、天使はバスを降りた（2009年、東宝） - シェルビー 役
- 虹色唱歌〜眠れぬ夜のオールドメロディー〜（2009年、水木英昭プロデュース） - 清子 / 潔子 役（2役）
- シェイクスピアレビュー - 笑いすぎたハムレット - （2009年、オフィスひらめ / マリアート） - オフィーリア 役
- おたふく（2010年、演劇倶楽部『座』） - おしず 役
- モリー先生との火曜日（2010年、東京労音） - ジャニーン・アルボム 役
- 夢の裂け目（2010年、新国立劇場） - 川口ミドリ 役
- 夢の泪（2010年、新国立劇場） - ナンシー岡本 役
- サウンド・オブ・ミュージック（2010年 - 2011年、劇団四季） - マリア 役
- 神戸 はばたきの坂（2012年）
- ショウ・ボート（2015年、オーバード・ホール） - マグノリア 役
- 俳優座劇場プロデュース公演・音楽劇 人形の家（2019年・2021年・2022年） - 主演・ローラ
- 俳優座劇場プロデュース公演・音楽劇 母さん（2019年・2024年） - 主演・春 / 鳩子 役[5]
- ミュージカル「いつか〜one fine day」（2021年、CBGKシブゲキ!!） - 榎本サオリ 役
- ミュージカル『モダン・ミリー』（2024年7月、シアタークリエ） - マジー・ヴァン・ホスミア 役
- 俳優座劇場プロデュース公演・音楽劇 わが町（2025年1月、俳優座劇場）[6]
- ミュージカル『チョコレート・アンダーグラウンド』（2025年6月、よみうり大手町ホール 他） - バビおばさん 役[7][8]
- ミュージカル「You Know Me〜あなたとの旅〜」（2025年11月〈予定〉、シアター代官山）[9]

#### 朗読
- LOVE LETTERS（ラヴ・レターズ）（1991年・2006年、パルコ）
- ドラマリーディング「堰」（1999年）

#### コンサート、ライブ、その他
- 土居裕子ドラマチックコンサート「マリー・ベルの恋」（1990年、ヒューマンデザイン）
- バリアフリーディスコパーティー「LAVELA」（1996年、香瑠鼓プロデュース）
- 土居裕子コンサートVOL.1（1999年、プランニング・クレア）
- 土居裕子コンサートVol.2「CANON」（2000年、プランニング・クレア）
- 土居裕子コンサートvol.3（2003年、プランニング・クレア）
- 「Sachiko」Sachiko GOTO:50th Anniversary! Performance （2006年、ルミエール）
- 土居裕子 Summer live（2007年、プランニング・クレア）
- Yuko Doi live @ PARCO（2008年、パルコ・東宝）
- YUKO DOI X'mas Live 2008 IN MANDALA（2008年、プランニング・クレア）
- 土居裕子＆小原孝ジョイントコンサート live@クリエ（2009年、東宝芸能）
- クリエミュージカルコンサート「M.クンツェ&S.リーヴァイの世界」（2010年、東宝）
- ブロードウェイ・ミュージカルライブ2010（2010年、ブロードウェイミュージカルライブ実行委員会）
- YUKO DOI X'mas Live 2010 in MANDALA（2010年、プランニング・クレア）
- LAFFOO charity concert in Osaka Vol.7「Tender Xmas with Yuko Doi」（2010年、LAFFOO関西支部）

※上記の他、小規模な、あるいは地方での、コンサート、ライブ、イベントなどに多数出演。

### テレビ

#### ドラマ
- いとしの婿どの（1989年、東海テレビ） - 岡村千秋 役
- 銃口・教師竜太の青春（1996年、NHK BS2） - 宮川秋子 役
- 金曜エンタテイメント 浅見光彦シリーズ「しまなみ幻想」（2004年、フジテレビ） - 島崎香代子 役

#### 子供向け番組
- なかよしリズム（1984年 - 1988年、NHK教育テレビ） - Uちゃん 役
- 母と子のテレビ絵本 うた「お祭りすんだ原っぱに」（1990年、NHK教育テレビ）
- みんなのうた「ママが白鳥だった日」（1990年、NHK）
- おはなしのくに「おにたのぼうし」（2006年、NHK教育テレビ）
- おはなしのくに「とってもふしぎなクリスマス」（2006年、NHK教育テレビ）

#### CM
- 花王石鹸「エクセレント」
- 伊予銀行（1991年）
- スズキ「ワゴンR」(広瀬すず、草刈正雄と共演)

#### その他
- 音楽・夢コレクション（1989年 - 1990年、NHK） - 準レギュラー
- ルックルックこんにちは 「こころの歌」コーナー（日本テレビ） - 火曜レギュラー
- 素敵！名画の旅（テレビ朝日）
- BSふれあいホール（2004年 - 2006年、NHK BS2） - 司会
- 日本うた絵巻（2005年、NHK）
- 日本の美・叙情曲集（2006年、NHK）
- さんまのSUPERからくりTV（TBSテレビ）「からくり！みんなのかえうた」コーナー出演

※上記の他、情報番組、ニュース番組、舞台関係番組、バラエティ番組などに多数出演（舞台の紹介、宣伝のためであることが多い）。

### 映画
- しあわせのマスカット（2021年5月14日、BS-TBS） - 秋吉よし 役[10][11]

### ラジオ
（再放送の放送年は省略）
- FMシアター「モーツァルトを聴くハナコと5匹の子猫」（1991年、NHK FM）
- 青春アドベンチャー（ラジオドラマ）「マドモアゼル・モーツァルト」（1992年、NHK FM） - エリーザ / モーツァルト役 / 本人と同名の音楽教師 役（2役）
- 朗読「あきらめ」（2004年、NHK第2）
- 朗読音楽ドラマ「モリー先生との火曜日」（2006年、NHK FM） - ジャニーン・アルボム 役

※上記の他、情報番組、バラエティ番組などに多数出演（舞台の紹介、宣伝のためであることが多い）。

### アニメ・吹き替え（声優としての出演）
- 青春の城 コビントン・クロス（NHK BS2） - エレノア・グレイ 役（アイオン・スカイ）
- ナイトメアー・ビフォア・クリスマス（1994年、ディズニー）（東京ディズニーランドのアトラクションおよびイベント、ゲーム『キングダム ハーツ』シリーズも担当） - サリー / ショック 役（2役）
- ポカホンタス（1995年、ディズニー）（1999年の続編も担当） - ポカホンタス 役
  - シュガー・ラッシュ:オンライン（2018年、ディズニー） - ポカホンタス 役[12]
- 天使のわんちゃん チャーリーとイッチー（1996年、MGM・ワーナー） - サーシャ 役
- ターザン（1999年、ディズニー）（2002年・2003年・2005年のTVアニメ、続編やゲーム『キングダム ハーツ』シリーズも担当） - ターク 役
- こちら葛飾区亀有公園前派出所（2000年 - 2004年、2016年、フジテレビ）（2003年の映画『こちら葛飾区亀有公園前派出所 THE MOVIE2 UFO襲来! トルネード大作戦!!』も担当） - 纏 役[13]
- ディビー・ジョーンズの宝箱（人形劇）（2001年、NHK教育テレビ） - オレアンナ 役 / アンナ 役（2役）
- SAYURI（2005年、ブエナ・ビスタ・松竹） - さゆり 役（チャン・ツィイー）
- アリー my Love4
- ニューヨークの恋人（2006年、日本テレビ『金曜ロードショー』） - ケイト・マッケイ 役（メグ・ライアン）
- ワンス・アポン・ア・スタジオ -100年の思い出-（2023年、ウォルト・ディズニー・ジャパン） - ポカホンタス役
- ウィッシュ（2023年、ウォルト・ディズニー・ジャパン）[14]

## ディスコグラフィ

### シングル
| #     | 発売日         | タイトル           | c/w          | 規格  | 規格品番  |
| PLATZ | PLATZ          | PLATZ              | PLATZ        | PLATZ | PLATZ     |
| ----- | -------------- | ------------------ | ------------ | ----- | --------- |
| 1st   | 1989年10月21日 | 泣くために愛したい | 29才のイヴ達 | 8cmCD | P10G-1006 |

### アルバム

#### オリジナル・アルバム
|                        | 発売日         | タイトル                 | 規格           | 規格品番       |
| キングレコード         | キングレコード | キングレコード           | キングレコード | キングレコード |
| ---------------------- | -------------- | ------------------------ | -------------- | -------------- |
| 1st                    | 1990年3月21日  | ローレライ〜珠玉の名唱集 | CD             | KICG-1         |
| 東芝EMI / 東芝レコード |                |                          |                |                |
| 2nd                    | 1990年3月28日  | ドリーム                 | CD             | TOCZ-9141      |
| プランニング・クレア   |                |                          |                |                |
| 3rd                    | 2000年2月16日  | カノン〜風の記憶〜       | CD             | DY-1           |
| aquarell records       |                |                          |                |                |
| 4th                    | 2005年         | 日本の心をうたう。       | CD             | AQCD-0007      |
| プランニング・クレア   |                |                          |                |                |
| 5th                    | 2012年12月14日 | こどものじかん‐未来へ‐   | CD             | DY-0002        |

### タイアップ
| 曲名               | タイアップ                                                       | 収録作品                       |
| ------------------ | ---------------------------------------------------------------- | ------------------------------ |
| 泣くために愛したい | TVドラマ『いとしの婿どの』主題歌(東海TV・フジTV系全国25局ネット) | シングル「泣くために愛したい」 |

### その他
- カワイ音楽教室教材　個人レッスン　ピアノコース　サウンドツリー1〜4、J CD（歌唱）
- カワイ音楽教室教材　グループレッスン　ピコルわーるど　ピコルわーるどB CD（歌唱）

## 受賞歴
（団体での受賞や作品としての受賞は省略）
- 1990年 平成元年度（第40回）文化庁芸術選奨新人賞
- 1994年 第1回読売演劇大賞優秀女優賞
- 1996年 第3回読売演劇大賞優秀女優賞
- 1997年 第4回読売演劇大賞優秀女優賞
- 1998年 WHO国際すこやか音楽大賞歌唱部門最優秀賞
- 2019年 第54回紀伊國屋演劇賞（『音楽劇 母さん』『音楽劇 人形の家』）[16]
- 2022年 第47回菊田一夫演劇賞（『リトルプリンス』）[17][18]